# Asplenium humbertii
Asplenium humbertii är en svartbräkenväxtart som beskrevs av Tard.-blot. Asplenium humbertii ingår i släktet Asplenium och familjen Aspleniaceae. Inga underarter finns listade.